# 2000年のアメリカンリーグチャンピオンシップシリーズ
2000年の野球において、メジャーリーグベースボール（MLB）のポストシーズンは10月3日に開幕した。アメリカンリーグの第31回リーグチャンピオンシップシリーズ（31st American League Championship Series、以下「リーグ優勝決定戦」と表記）は、10日から17日にかけて計6試合が開催された。その結果、ニューヨーク・ヤンキース（東地区）がシアトル・マリナーズ（西地区）を4勝2敗で下し、3年連続37回目のリーグ優勝およびワールドシリーズ進出を果たした。
両球団がポストシーズンで対戦するのは、1995年の地区シリーズ以来5年ぶり2度目。この年のレギュラーシーズンでは両球団は10試合対戦し、マリナーズが6勝4敗と勝ち越していた。ヤンキースは今シリーズを制したことにより、アメリカンリーグ3連覇を達成した。これは1988年から1990年にかけてのオークランド・アスレチックス以来であり、球団史上では9回目である。シリーズMVPには、第6戦の7回裏に逆転・決勝の3点本塁打を放つなど、6試合で打率.231・2本塁打・8打点・OPS.824という成績を残したヤンキースのデビッド・ジャスティスが選出された。このあとヤンキースは、ワールドシリーズでもナショナルリーグ王者ニューヨーク・メッツを4勝1敗で下し、3年連続26度目の優勝を成し遂げた。
ハーシュベック兄弟の兄ジョンと弟マークは、ともにMLB審判員である。今シリーズは兄弟にとって、同じ試合に揃って出場する唯一の機会となった。

## 試合結果
2000年のアメリカンリーグ優勝決定戦は10月10日に開幕し、途中に移動日を挟んで8日間で6試合が行われた。日程・結果は以下の通り。
| 日付                                                     | 試合  | ビジター球団（先攻）     | スコア | ホーム球団（後攻）       | 開催球場             | 開催球場                                 |
| -------------------------------------------------------- | ----- | ------------------------ | ------ | ------------------------ | -------------------- | ---------------------------------------- |
| 10月10日（火）                                           | 第1戦 | シアトル・マリナーズ     | 2－0   | ニューヨーク・ヤンキース | ヤンキー・スタジアム | ヤンキー・スタジアムセーフコ・フィールド |
| 10月11日（水）                                           | 第2戦 | シアトル・マリナーズ     | 1－7   | ニューヨーク・ヤンキース | ヤンキー・スタジアム | ヤンキー・スタジアムセーフコ・フィールド |
| 10月12日（木）                                           |       | 移動日                   | 移動日 | 移動日                   |                      | ヤンキー・スタジアムセーフコ・フィールド |
| 10月13日（金）                                           | 第3戦 | ニューヨーク・ヤンキース | 8－2   | シアトル・マリナーズ     | セーフコ・フィールド | ヤンキー・スタジアムセーフコ・フィールド |
| 10月14日（土）                                           | 第4戦 | ニューヨーク・ヤンキース | 5－0   | シアトル・マリナーズ     | セーフコ・フィールド | ヤンキー・スタジアムセーフコ・フィールド |
| 10月15日（日）                                           | 第5戦 | ニューヨーク・ヤンキース | 2－6   | シアトル・マリナーズ     | セーフコ・フィールド | ヤンキー・スタジアムセーフコ・フィールド |
| 10月16日（月）                                           |       | 移動日                   | 移動日 | 移動日                   |                      | ヤンキー・スタジアムセーフコ・フィールド |
| 10月17日（火）                                           | 第6戦 | シアトル・マリナーズ     | 7－9   | ニューヨーク・ヤンキース | ヤンキー・スタジアム | ヤンキー・スタジアムセーフコ・フィールド |
| 優勝：ニューヨーク・ヤンキース（4勝2敗 / 3年連続37度目） |       |                          |        |                          |                      | ヤンキー・スタジアムセーフコ・フィールド |

### 第1戦 10月10日
- ヤンキー・スタジアム（ニューヨーク州ニューヨーク市ブロンクス区）

|                          | 1 | 2 | 3 | 4 | 5 | 6 | 7 | 8 | 9 | R | H | E |
| ------------------------ | - | - | - | - | - | - | - | - | - | - | - | - |
| シアトル・マリナーズ     | 0 | 0 | 0 | 0 | 1 | 1 | 0 | 0 | 0 | 2 | 5 | 0 |
| ニューヨーク・ヤンキース | 0 | 0 | 0 | 0 | 0 | 0 | 0 | 0 | 0 | 0 | 6 | 1 |

1. 勝利：フレディ・ガルシア（1勝）
2. セーブ：佐々木主浩（1S）
3. 敗戦：デニー・ネーグル（1敗）
4. 本塁打
SEA：アレックス・ロドリゲス1号ソロ
5. 審判
［球審］ジョン・ハーシュベック
［塁審］一塁: エンジェル・ヘルナンデス、二塁: ウォーリー・ベル、三塁: マーク・ハーシュベック
［外審］左翼: ジェリー・デービス、右翼: ランディ・マーシュ
6. 夜間試合  試合時間: 3時間45分  観客: 5万4481人  気温: 47°F（8.3°C）
詳細: Baseball-Reference.com

| シアトル・マリナーズ | シアトル・マリナーズ | シアトル・マリナーズ | シアトル・マリナーズ | シアトル・マリナーズ | ニューヨーク・ヤンキース | ニューヨーク・ヤンキース | ニューヨーク・ヤンキース | ニューヨーク・ヤンキース | ニューヨーク・ヤンキース |
| -------------------- | -------------------- | -------------------- | -------------------- | --- | ------------------------ | ------------------------ | ------------------------ | ------------------------ | --- |
| 打順                 | 守備                 | 選手                 | 打席                 | F・ガルシアJ・オリバーJ・オルルドM・マクレモアD・ベルA・ロドリゲスR・ヘンダーソンM・キャメロンJ・ビューナーE・マルティネス | 打順                     | 守備                     | 選手                     | 打席                     | D・ネーグルJ・ポサダT・マルティ · ネスL・ソーホーS・ブロシアスD・ジーターD・ジャスティスB・ウィリアムスP・オニールC・ノブロック |
| 1                    | 左                   | R・ヘンダーソン      | 右                   | F・ガルシアJ・オリバーJ・オルルドM・マクレモアD・ベルA・ロドリゲスR・ヘンダーソンM・キャメロンJ・ビューナーE・マルティネス | 1                        | DH                       | C・ノブロック            | 右                       | D・ネーグルJ・ポサダT・マルティ · ネスL・ソーホーS・ブロシアスD・ジーターD・ジャスティスB・ウィリアムスP・オニールC・ノブロック |
| 2                    | 中                   | M・キャメロン        | 右                   | F・ガルシアJ・オリバーJ・オルルドM・マクレモアD・ベルA・ロドリゲスR・ヘンダーソンM・キャメロンJ・ビューナーE・マルティネス | 2                        | 遊                       | D・ジーター              | 右                       | D・ネーグルJ・ポサダT・マルティ · ネスL・ソーホーS・ブロシアスD・ジーターD・ジャスティスB・ウィリアムスP・オニールC・ノブロック |
| 3                    | 遊                   | A・ロドリゲス        | 右                   | F・ガルシアJ・オリバーJ・オルルドM・マクレモアD・ベルA・ロドリゲスR・ヘンダーソンM・キャメロンJ・ビューナーE・マルティネス | 3                        | 右                       | P・オニール              | 左                       | D・ネーグルJ・ポサダT・マルティ · ネスL・ソーホーS・ブロシアスD・ジーターD・ジャスティスB・ウィリアムスP・オニールC・ノブロック |
| 4                    | DH                   | E・マルティネス      | 右                   | F・ガルシアJ・オリバーJ・オルルドM・マクレモアD・ベルA・ロドリゲスR・ヘンダーソンM・キャメロンJ・ビューナーE・マルティネス | 4                        | 中                       | B・ウィリアムス          | 両                       | D・ネーグルJ・ポサダT・マルティ · ネスL・ソーホーS・ブロシアスD・ジーターD・ジャスティスB・ウィリアムスP・オニールC・ノブロック |
| 5                    | 一                   | J・オルルド          | 左                   | F・ガルシアJ・オリバーJ・オルルドM・マクレモアD・ベルA・ロドリゲスR・ヘンダーソンM・キャメロンJ・ビューナーE・マルティネス | 5                        | 左                       | D・ジャスティス          | 左                       | D・ネーグルJ・ポサダT・マルティ · ネスL・ソーホーS・ブロシアスD・ジーターD・ジャスティスB・ウィリアムスP・オニールC・ノブロック |
| 6                    | 右                   | J・ビューナー        | 右                   | F・ガルシアJ・オリバーJ・オルルドM・マクレモアD・ベルA・ロドリゲスR・ヘンダーソンM・キャメロンJ・ビューナーE・マルティネス | 6                        | 一                       | T・マルティネス          | 左                       | D・ネーグルJ・ポサダT・マルティ · ネスL・ソーホーS・ブロシアスD・ジーターD・ジャスティスB・ウィリアムスP・オニールC・ノブロック |
| 7                    | 捕                   | J・オリバー          | 右                   | F・ガルシアJ・オリバーJ・オルルドM・マクレモアD・ベルA・ロドリゲスR・ヘンダーソンM・キャメロンJ・ビューナーE・マルティネス | 7                        | 捕                       | J・ポサダ                | 両                       | D・ネーグルJ・ポサダT・マルティ · ネスL・ソーホーS・ブロシアスD・ジーターD・ジャスティスB・ウィリアムスP・オニールC・ノブロック |
| 8                    | 三                   | D・ベル              | 右                   | F・ガルシアJ・オリバーJ・オルルドM・マクレモアD・ベルA・ロドリゲスR・ヘンダーソンM・キャメロンJ・ビューナーE・マルティネス | 8                        | 二                       | L・ソーホー              | 右                       | D・ネーグルJ・ポサダT・マルティ · ネスL・ソーホーS・ブロシアスD・ジーターD・ジャスティスB・ウィリアムスP・オニールC・ノブロック |
| 9                    | 二                   | M・マクレモア        | 両                   | F・ガルシアJ・オリバーJ・オルルドM・マクレモアD・ベルA・ロドリゲスR・ヘンダーソンM・キャメロンJ・ビューナーE・マルティネス | 9                        | 三                       | S・ブロシアス            | 右                       | D・ネーグルJ・ポサダT・マルティ · ネスL・ソーホーS・ブロシアスD・ジーターD・ジャスティスB・ウィリアムスP・オニールC・ノブロック |
| 先発投手             | 先発投手             | 先発投手             | 投球                 | F・ガルシアJ・オリバーJ・オルルドM・マクレモアD・ベルA・ロドリゲスR・ヘンダーソンM・キャメロンJ・ビューナーE・マルティネス | 先発投手                 | 先発投手                 | 先発投手                 | 投球                     | D・ネーグルJ・ポサダT・マルティ · ネスL・ソーホーS・ブロシアスD・ジーターD・ジャスティスB・ウィリアムスP・オニールC・ノブロック |
| F・ガルシア          | F・ガルシア          | F・ガルシア          | 右                   | F・ガルシアJ・オリバーJ・オルルドM・マクレモアD・ベルA・ロドリゲスR・ヘンダーソンM・キャメロンJ・ビューナーE・マルティネス | D・ネーグル              | D・ネーグル              | D・ネーグル              | 左                       | D・ネーグルJ・ポサダT・マルティ · ネスL・ソーホーS・ブロシアスD・ジーターD・ジャスティスB・ウィリアムスP・オニールC・ノブロック |

### 第2戦 10月11日
- ヤンキー・スタジアム（ニューヨーク州ニューヨーク市ブロンクス区）

|                          | 1 | 2 | 3 | 4 | 5 | 6 | 7 | 8 | 9 | R | H  | E |
| ------------------------ | - | - | - | - | - | - | - | - | - | - | -- | - |
| シアトル・マリナーズ     | 0 | 0 | 1 | 0 | 0 | 0 | 0 | 0 | 0 | 1 | 7  | 2 |
| ニューヨーク・ヤンキース | 0 | 0 | 0 | 0 | 0 | 0 | 0 | 7 | X | 7 | 14 | 0 |

1. 勝利：オーランド・ヘルナンデス（1勝）
2. 敗戦：アーサー・ローズ（1敗）
3. 本塁打
NYY：デレク・ジーター1号2ラン
4. 審判
［球審］エンジェル・ヘルナンデス
［塁審］一塁: ウォーリー・ベル、二塁: マーク・ハーシュベック、三塁: ジェリー・デービス
［外審］左翼: ランディ・マーシュ、右翼: ジョン・ハーシュベック
5. 昼間試合  試合時間: 3時間36分  観客: 5万5317人  気温: 65°F（18.3°C）
詳細: Baseball-Reference.com

| シアトル・マリナーズ | シアトル・マリナーズ | シアトル・マリナーズ | シアトル・マリナーズ | シアトル・マリナーズ                                                                                                   | ニューヨーク・ヤンキース | ニューヨーク・ヤンキース | ニューヨーク・ヤンキース | ニューヨーク・ヤンキース | ニューヨーク・ヤンキース |
| -------------------- | -------------------- | -------------------- | -------------------- | --- | ------------------------ | ------------------------ | ------------------------ | ------------------------ | --- |
| 打順                 | 守備                 | 選手                 | 打席                 | J・ハラマD・ウィルソンJ・オルルドM・マクレモアD・ベルA・ロドリゲスA・マーティンM・キャメロンS・ハビアーE・マルティネス | 打順                     | 守備                     | 選手                     | 打席                     | O・ヘルナンデスJ・ポサダT・マルティ · ネスL・ソーホーS・ブロシアスD・ジーターD・ジャスティスB・ウィリアムスP・オニールC・ノブロック |
| 1                    | 中                   | M・キャメロン        | 右                   | J・ハラマD・ウィルソンJ・オルルドM・マクレモアD・ベルA・ロドリゲスA・マーティンM・キャメロンS・ハビアーE・マルティネス | 1                        | DH                       | C・ノブロック            | 右                       | O・ヘルナンデスJ・ポサダT・マルティ · ネスL・ソーホーS・ブロシアスD・ジーターD・ジャスティスB・ウィリアムスP・オニールC・ノブロック |
| 2                    | 右                   | S・ハビアー          | 両                   | J・ハラマD・ウィルソンJ・オルルドM・マクレモアD・ベルA・ロドリゲスA・マーティンM・キャメロンS・ハビアーE・マルティネス | 2                        | 遊                       | D・ジーター              | 右                       | O・ヘルナンデスJ・ポサダT・マルティ · ネスL・ソーホーS・ブロシアスD・ジーターD・ジャスティスB・ウィリアムスP・オニールC・ノブロック |
| 3                    | 遊                   | A・ロドリゲス        | 右                   | J・ハラマD・ウィルソンJ・オルルドM・マクレモアD・ベルA・ロドリゲスA・マーティンM・キャメロンS・ハビアーE・マルティネス | 3                        | 左                       | D・ジャスティス          | 左                       | O・ヘルナンデスJ・ポサダT・マルティ · ネスL・ソーホーS・ブロシアスD・ジーターD・ジャスティスB・ウィリアムスP・オニールC・ノブロック |
| 4                    | DH                   | E・マルティネス      | 右                   | J・ハラマD・ウィルソンJ・オルルドM・マクレモアD・ベルA・ロドリゲスA・マーティンM・キャメロンS・ハビアーE・マルティネス | 4                        | 中                       | B・ウィリアムス          | 両                       | O・ヘルナンデスJ・ポサダT・マルティ · ネスL・ソーホーS・ブロシアスD・ジーターD・ジャスティスB・ウィリアムスP・オニールC・ノブロック |
| 5                    | 一                   | J・オルルド          | 左                   | J・ハラマD・ウィルソンJ・オルルドM・マクレモアD・ベルA・ロドリゲスA・マーティンM・キャメロンS・ハビアーE・マルティネス | 5                        | 一                       | T・マルティネス          | 左                       | O・ヘルナンデスJ・ポサダT・マルティ · ネスL・ソーホーS・ブロシアスD・ジーターD・ジャスティスB・ウィリアムスP・オニールC・ノブロック |
| 6                    | 左                   | A・マーティン        | 左                   | J・ハラマD・ウィルソンJ・オルルドM・マクレモアD・ベルA・ロドリゲスA・マーティンM・キャメロンS・ハビアーE・マルティネス | 6                        | 捕                       | J・ポサダ                | 両                       | O・ヘルナンデスJ・ポサダT・マルティ · ネスL・ソーホーS・ブロシアスD・ジーターD・ジャスティスB・ウィリアムスP・オニールC・ノブロック |
| 7                    | 三                   | D・ベル              | 右                   | J・ハラマD・ウィルソンJ・オルルドM・マクレモアD・ベルA・ロドリゲスA・マーティンM・キャメロンS・ハビアーE・マルティネス | 7                        | 右                       | P・オニール              | 左                       | O・ヘルナンデスJ・ポサダT・マルティ · ネスL・ソーホーS・ブロシアスD・ジーターD・ジャスティスB・ウィリアムスP・オニールC・ノブロック |
| 8                    | 捕                   | D・ウィルソン        | 右                   | J・ハラマD・ウィルソンJ・オルルドM・マクレモアD・ベルA・ロドリゲスA・マーティンM・キャメロンS・ハビアーE・マルティネス | 8                        | 二                       | L・ソーホー              | 右                       | O・ヘルナンデスJ・ポサダT・マルティ · ネスL・ソーホーS・ブロシアスD・ジーターD・ジャスティスB・ウィリアムスP・オニールC・ノブロック |
| 9                    | 二                   | M・マクレモア        | 両                   | J・ハラマD・ウィルソンJ・オルルドM・マクレモアD・ベルA・ロドリゲスA・マーティンM・キャメロンS・ハビアーE・マルティネス | 9                        | 三                       | S・ブロシアス            | 右                       | O・ヘルナンデスJ・ポサダT・マルティ · ネスL・ソーホーS・ブロシアスD・ジーターD・ジャスティスB・ウィリアムスP・オニールC・ノブロック |
| 先発投手             | 先発投手             | 先発投手             | 投球                 | J・ハラマD・ウィルソンJ・オルルドM・マクレモアD・ベルA・ロドリゲスA・マーティンM・キャメロンS・ハビアーE・マルティネス | 先発投手                 | 先発投手                 | 先発投手                 | 投球                     | O・ヘルナンデスJ・ポサダT・マルティ · ネスL・ソーホーS・ブロシアスD・ジーターD・ジャスティスB・ウィリアムスP・オニールC・ノブロック |
| J・ハラマ            | J・ハラマ            | J・ハラマ            | 左                   | J・ハラマD・ウィルソンJ・オルルドM・マクレモアD・ベルA・ロドリゲスA・マーティンM・キャメロンS・ハビアーE・マルティネス | O・ヘルナンデス          | O・ヘルナンデス          | O・ヘルナンデス          | 右                       | O・ヘルナンデスJ・ポサダT・マルティ · ネスL・ソーホーS・ブロシアスD・ジーターD・ジャスティスB・ウィリアムスP・オニールC・ノブロック |

### 第3戦 10月13日
- セーフコ・フィールド（ワシントン州シアトル）

|                          | 1 | 2 | 3 | 4 | 5 | 6 | 7 | 8 | 9 | R | H  | E |
| ------------------------ | - | - | - | - | - | - | - | - | - | - | -- | - |
| ニューヨーク・ヤンキース | 0 | 2 | 1 | 0 | 0 | 1 | 0 | 0 | 4 | 8 | 13 | 0 |
| シアトル・マリナーズ     | 1 | 0 | 0 | 0 | 1 | 0 | 0 | 0 | 0 | 2 | 10 | 1 |

1. 勝利：アンディ・ペティット（1勝）
2. セーブ：マリアノ・リベラ（1S）
3. 敗戦：アーロン・シーリー（1敗）
4. 本塁打
NYY：バーニー・ウィリアムス1号ソロ、ティノ・マルティネス1号ソロ
5. 審判
［球審］マーク・ハーシュベック
［塁審］一塁: ウォーリー・ベル、二塁: ジェリー・デービス、三塁: ジョン・ハーシュベック
［外審］左翼: エンジェル・ヘルナンデス、右翼: フィールディン・カルブレス
6. 夜間試合  試合時間: 3時間35分  観客: 4万7827人  気温: 72°F（22.2°C）
詳細: Baseball-Reference.com

| ニューヨーク・ヤンキース | ニューヨーク・ヤンキース | ニューヨーク・ヤンキース | ニューヨーク・ヤンキース | ニューヨーク・ヤンキース | シアトル・マリナーズ | シアトル・マリナーズ | シアトル・マリナーズ | シアトル・マリナーズ | シアトル・マリナーズ |
| ------------------------ | ------------------------ | ------------------------ | ------------------------ | --- | -------------------- | -------------------- | -------------------- | -------------------- | --- |
| 打順                     | 守備                     | 選手                     | 打席                     | A・ペティットJ・ポサダT・マルティ · ネスL・ソーホーS・ブロシアスD・ジーターD・ジャスティスB・ウィリアムスP・オニールC・ノブロック | 打順                 | 守備                 | 選手                 | 打席                 | A・シーリーJ・オリバーJ・オルルドM・マクレモアD・ベルA・ロドリゲスR・ヘンダーソンM・キャメロンJ・ビューナーE・マルティネス |
| 1                        | DH                       | C・ノブロック            | 右                       | A・ペティットJ・ポサダT・マルティ · ネスL・ソーホーS・ブロシアスD・ジーターD・ジャスティスB・ウィリアムスP・オニールC・ノブロック | 1                    | 左                   | R・ヘンダーソン      | 右                   | A・シーリーJ・オリバーJ・オルルドM・マクレモアD・ベルA・ロドリゲスR・ヘンダーソンM・キャメロンJ・ビューナーE・マルティネス |
| 2                        | 遊                       | D・ジーター              | 右                       | A・ペティットJ・ポサダT・マルティ · ネスL・ソーホーS・ブロシアスD・ジーターD・ジャスティスB・ウィリアムスP・オニールC・ノブロック | 2                    | 中                   | M・キャメロン        | 右                   | A・シーリーJ・オリバーJ・オルルドM・マクレモアD・ベルA・ロドリゲスR・ヘンダーソンM・キャメロンJ・ビューナーE・マルティネス |
| 3                        | 左                       | D・ジャスティス          | 左                       | A・ペティットJ・ポサダT・マルティ · ネスL・ソーホーS・ブロシアスD・ジーターD・ジャスティスB・ウィリアムスP・オニールC・ノブロック | 3                    | 遊                   | A・ロドリゲス        | 右                   | A・シーリーJ・オリバーJ・オルルドM・マクレモアD・ベルA・ロドリゲスR・ヘンダーソンM・キャメロンJ・ビューナーE・マルティネス |
| 4                        | 中                       | B・ウィリアムス          | 両                       | A・ペティットJ・ポサダT・マルティ · ネスL・ソーホーS・ブロシアスD・ジーターD・ジャスティスB・ウィリアムスP・オニールC・ノブロック | 4                    | DH                   | E・マルティネス      | 右                   | A・シーリーJ・オリバーJ・オルルドM・マクレモアD・ベルA・ロドリゲスR・ヘンダーソンM・キャメロンJ・ビューナーE・マルティネス |
| 5                        | 一                       | T・マルティネス          | 左                       | A・ペティットJ・ポサダT・マルティ · ネスL・ソーホーS・ブロシアスD・ジーターD・ジャスティスB・ウィリアムスP・オニールC・ノブロック | 5                    | 右                   | J・ビューナー        | 右                   | A・シーリーJ・オリバーJ・オルルドM・マクレモアD・ベルA・ロドリゲスR・ヘンダーソンM・キャメロンJ・ビューナーE・マルティネス |
| 6                        | 捕                       | J・ポサダ                | 両                       | A・ペティットJ・ポサダT・マルティ · ネスL・ソーホーS・ブロシアスD・ジーターD・ジャスティスB・ウィリアムスP・オニールC・ノブロック | 6                    | 一                   | J・オルルド          | 左                   | A・シーリーJ・オリバーJ・オルルドM・マクレモアD・ベルA・ロドリゲスR・ヘンダーソンM・キャメロンJ・ビューナーE・マルティネス |
| 7                        | 右                       | P・オニール              | 左                       | A・ペティットJ・ポサダT・マルティ · ネスL・ソーホーS・ブロシアスD・ジーターD・ジャスティスB・ウィリアムスP・オニールC・ノブロック | 7                    | 三                   | D・ベル              | 右                   | A・シーリーJ・オリバーJ・オルルドM・マクレモアD・ベルA・ロドリゲスR・ヘンダーソンM・キャメロンJ・ビューナーE・マルティネス |
| 8                        | 二                       | L・ソーホー              | 右                       | A・ペティットJ・ポサダT・マルティ · ネスL・ソーホーS・ブロシアスD・ジーターD・ジャスティスB・ウィリアムスP・オニールC・ノブロック | 8                    | 捕                   | J・オリバー          | 右                   | A・シーリーJ・オリバーJ・オルルドM・マクレモアD・ベルA・ロドリゲスR・ヘンダーソンM・キャメロンJ・ビューナーE・マルティネス |
| 9                        | 三                       | S・ブロシアス            | 右                       | A・ペティットJ・ポサダT・マルティ · ネスL・ソーホーS・ブロシアスD・ジーターD・ジャスティスB・ウィリアムスP・オニールC・ノブロック | 9                    | 二                   | M・マクレモア        | 両                   | A・シーリーJ・オリバーJ・オルルドM・マクレモアD・ベルA・ロドリゲスR・ヘンダーソンM・キャメロンJ・ビューナーE・マルティネス |
| 先発投手                 | 先発投手                 | 先発投手                 | 投球                     | A・ペティットJ・ポサダT・マルティ · ネスL・ソーホーS・ブロシアスD・ジーターD・ジャスティスB・ウィリアムスP・オニールC・ノブロック | 先発投手             | 先発投手             | 先発投手             | 投球                 | A・シーリーJ・オリバーJ・オルルドM・マクレモアD・ベルA・ロドリゲスR・ヘンダーソンM・キャメロンJ・ビューナーE・マルティネス |
| A・ペティット            | A・ペティット            | A・ペティット            | 左                       | A・ペティットJ・ポサダT・マルティ · ネスL・ソーホーS・ブロシアスD・ジーターD・ジャスティスB・ウィリアムスP・オニールC・ノブロック | A・シーリー          | A・シーリー          | A・シーリー          | 右                   | A・シーリーJ・オリバーJ・オルルドM・マクレモアD・ベルA・ロドリゲスR・ヘンダーソンM・キャメロンJ・ビューナーE・マルティネス |

### 第4戦 10月14日
- セーフコ・フィールド（ワシントン州シアトル）

|                          | 1 | 2 | 3 | 4 | 5 | 6 | 7 | 8 | 9 | R | H | E |
| ------------------------ | - | - | - | - | - | - | - | - | - | - | - | - |
| ニューヨーク・ヤンキース | 0 | 0 | 0 | 0 | 3 | 0 | 0 | 2 | 0 | 5 | 5 | 0 |
| シアトル・マリナーズ     | 0 | 0 | 0 | 0 | 0 | 0 | 0 | 0 | 0 | 0 | 1 | 0 |

1. 勝利：ロジャー・クレメンス（1勝）
2. 敗戦：ポール・アボット（1敗）
3. 本塁打
NYY：デレク・ジーター2号3ラン、デビッド・ジャスティス1号2ラン
4. 審判
［球審］ウォーリー・ベル
［塁審］一塁: ジェリー・デービス、二塁: ジョン・ハーシュベック、三塁: エンジェル・ヘルナンデス
［外審］左翼: フィールディン・カルブレス、右翼: マーク・ハーシュベック
5. 夜間試合  試合時間: 2時間59分  観客: 4万7803人  気温: 56°F（13.3°C）
詳細: Baseball-Reference.com

| ニューヨーク・ヤンキース | ニューヨーク・ヤンキース | ニューヨーク・ヤンキース | ニューヨーク・ヤンキース | ニューヨーク・ヤンキース | シアトル・マリナーズ | シアトル・マリナーズ | シアトル・マリナーズ | シアトル・マリナーズ | シアトル・マリナーズ                                                                                                   |
| ------------------------ | ------------------------ | ------------------------ | ------------------------ | --- | -------------------- | -------------------- | -------------------- | -------------------- | --- |
| 打順                     | 守備                     | 選手                     | 打席                     | R・クレメンスJ・ポサダT・マルティ · ネスL・ソーホーS・ブロシアスD・ジーターD・ジャスティスB・ウィリアムスP・オニールC・ノブロック | 打順                 | 守備                 | 選手                 | 打席                 | P・アボットD・ウィルソンJ・オルルドD・ベルC・ギーエンA・ロドリゲスA・マーティンM・キャメロンS・ハビアーE・マルティネス |
| 1                        | DH                       | C・ノブロック            | 右                       | R・クレメンスJ・ポサダT・マルティ · ネスL・ソーホーS・ブロシアスD・ジーターD・ジャスティスB・ウィリアムスP・オニールC・ノブロック | 1                    | 右                   | S・ハビアー          | 両                   | P・アボットD・ウィルソンJ・オルルドD・ベルC・ギーエンA・ロドリゲスA・マーティンM・キャメロンS・ハビアーE・マルティネス |
| 2                        | 遊                       | D・ジーター              | 右                       | R・クレメンスJ・ポサダT・マルティ · ネスL・ソーホーS・ブロシアスD・ジーターD・ジャスティスB・ウィリアムスP・オニールC・ノブロック | 2                    | 左                   | A・マーティン        | 左                   | P・アボットD・ウィルソンJ・オルルドD・ベルC・ギーエンA・ロドリゲスA・マーティンM・キャメロンS・ハビアーE・マルティネス |
| 3                        | 左                       | D・ジャスティス          | 左                       | R・クレメンスJ・ポサダT・マルティ · ネスL・ソーホーS・ブロシアスD・ジーターD・ジャスティスB・ウィリアムスP・オニールC・ノブロック | 3                    | 遊                   | A・ロドリゲス        | 右                   | P・アボットD・ウィルソンJ・オルルドD・ベルC・ギーエンA・ロドリゲスA・マーティンM・キャメロンS・ハビアーE・マルティネス |
| 4                        | 中                       | B・ウィリアムス          | 両                       | R・クレメンスJ・ポサダT・マルティ · ネスL・ソーホーS・ブロシアスD・ジーターD・ジャスティスB・ウィリアムスP・オニールC・ノブロック | 4                    | DH                   | E・マルティネス      | 右                   | P・アボットD・ウィルソンJ・オルルドD・ベルC・ギーエンA・ロドリゲスA・マーティンM・キャメロンS・ハビアーE・マルティネス |
| 5                        | 一                       | T・マルティネス          | 左                       | R・クレメンスJ・ポサダT・マルティ · ネスL・ソーホーS・ブロシアスD・ジーターD・ジャスティスB・ウィリアムスP・オニールC・ノブロック | 5                    | 一                   | J・オルルド          | 左                   | P・アボットD・ウィルソンJ・オルルドD・ベルC・ギーエンA・ロドリゲスA・マーティンM・キャメロンS・ハビアーE・マルティネス |
| 6                        | 捕                       | J・ポサダ                | 両                       | R・クレメンスJ・ポサダT・マルティ · ネスL・ソーホーS・ブロシアスD・ジーターD・ジャスティスB・ウィリアムスP・オニールC・ノブロック | 6                    | 中                   | M・キャメロン        | 右                   | P・アボットD・ウィルソンJ・オルルドD・ベルC・ギーエンA・ロドリゲスA・マーティンM・キャメロンS・ハビアーE・マルティネス |
| 7                        | 右                       | P・オニール              | 左                       | R・クレメンスJ・ポサダT・マルティ · ネスL・ソーホーS・ブロシアスD・ジーターD・ジャスティスB・ウィリアムスP・オニールC・ノブロック | 7                    | 三                   | C・ギーエン          | 両                   | P・アボットD・ウィルソンJ・オルルドD・ベルC・ギーエンA・ロドリゲスA・マーティンM・キャメロンS・ハビアーE・マルティネス |
| 8                        | 二                       | L・ソーホー              | 右                       | R・クレメンスJ・ポサダT・マルティ · ネスL・ソーホーS・ブロシアスD・ジーターD・ジャスティスB・ウィリアムスP・オニールC・ノブロック | 8                    | 二                   | D・ベル              | 右                   | P・アボットD・ウィルソンJ・オルルドD・ベルC・ギーエンA・ロドリゲスA・マーティンM・キャメロンS・ハビアーE・マルティネス |
| 9                        | 三                       | S・ブロシアス            | 右                       | R・クレメンスJ・ポサダT・マルティ · ネスL・ソーホーS・ブロシアスD・ジーターD・ジャスティスB・ウィリアムスP・オニールC・ノブロック | 9                    | 捕                   | D・ウィルソン        | 右                   | P・アボットD・ウィルソンJ・オルルドD・ベルC・ギーエンA・ロドリゲスA・マーティンM・キャメロンS・ハビアーE・マルティネス |
| 先発投手                 | 先発投手                 | 先発投手                 | 投球                     | R・クレメンスJ・ポサダT・マルティ · ネスL・ソーホーS・ブロシアスD・ジーターD・ジャスティスB・ウィリアムスP・オニールC・ノブロック | 先発投手             | 先発投手             | 先発投手             | 投球                 | P・アボットD・ウィルソンJ・オルルドD・ベルC・ギーエンA・ロドリゲスA・マーティンM・キャメロンS・ハビアーE・マルティネス |
| R・クレメンス            | R・クレメンス            | R・クレメンス            | 右                       | R・クレメンスJ・ポサダT・マルティ · ネスL・ソーホーS・ブロシアスD・ジーターD・ジャスティスB・ウィリアムスP・オニールC・ノブロック | P・アボット          | P・アボット          | P・アボット          | 右                   | P・アボットD・ウィルソンJ・オルルドD・ベルC・ギーエンA・ロドリゲスA・マーティンM・キャメロンS・ハビアーE・マルティネス |

### 第5戦 10月15日
- セーフコ・フィールド（ワシントン州シアトル）

|                          | 1 | 2 | 3 | 4 | 5 | 6 | 7 | 8 | 9 | R | H | E |
| ------------------------ | - | - | - | - | - | - | - | - | - | - | - | - |
| ニューヨーク・ヤンキース | 0 | 0 | 0 | 2 | 0 | 0 | 0 | 0 | 0 | 2 | 8 | 0 |
| シアトル・マリナーズ     | 1 | 0 | 0 | 0 | 5 | 0 | 0 | 0 | X | 6 | 8 | 0 |

1. 勝利：フレディ・ガルシア（2勝）
2. 敗戦：デニー・ネーグル（2敗）
3. 本塁打
SEA：エドガー・マルティネス1号2ラン、ジョン・オルルド1号ソロ
4. 審判
［球審］ジェリー・デービス
［塁審］一塁: ジョン・ハーシュベック、二塁: エンジェル・ヘルナンデス、三塁: フィールディン・カルブレス
［外審］左翼: マーク・ハーシュベック、右翼: ウォーリー・ベル
5. 昼間試合  試合時間: 4時間14分  観客: 4万7802人  気温: 46°F（7.8°C）
詳細: Baseball-Reference.com

| ニューヨーク・ヤンキース | ニューヨーク・ヤンキース | ニューヨーク・ヤンキース | ニューヨーク・ヤンキース | ニューヨーク・ヤンキース | シアトル・マリナーズ | シアトル・マリナーズ | シアトル・マリナーズ | シアトル・マリナーズ | シアトル・マリナーズ |
| ------------------------ | ------------------------ | ------------------------ | ------------------------ | --- | -------------------- | -------------------- | -------------------- | -------------------- | --- |
| 打順                     | 守備                     | 選手                     | 打席                     | D・ネーグルJ・ポサダT・マルティ · ネスL・ソーホーS・ブロシアスD・ジーターD・ジャスティスB・ウィリアムスP・オニールC・ノブロック | 打順                 | 守備                 | 選手                 | 打席                 | F・ガルシアD・ウィルソンJ・オルルドM・マクレモアD・ベルA・ロドリゲスR・ヘンダーソンM・キャメロンJ・ビューナーE・マルティネス |
| 1                        | DH                       | C・ノブロック            | 右                       | D・ネーグルJ・ポサダT・マルティ · ネスL・ソーホーS・ブロシアスD・ジーターD・ジャスティスB・ウィリアムスP・オニールC・ノブロック | 1                    | 左                   | R・ヘンダーソン      | 右                   | F・ガルシアD・ウィルソンJ・オルルドM・マクレモアD・ベルA・ロドリゲスR・ヘンダーソンM・キャメロンJ・ビューナーE・マルティネス |
| 2                        | 遊                       | D・ジーター              | 右                       | D・ネーグルJ・ポサダT・マルティ · ネスL・ソーホーS・ブロシアスD・ジーターD・ジャスティスB・ウィリアムスP・オニールC・ノブロック | 2                    | 中                   | M・キャメロン        | 右                   | F・ガルシアD・ウィルソンJ・オルルドM・マクレモアD・ベルA・ロドリゲスR・ヘンダーソンM・キャメロンJ・ビューナーE・マルティネス |
| 3                        | 左                       | D・ジャスティス          | 左                       | D・ネーグルJ・ポサダT・マルティ · ネスL・ソーホーS・ブロシアスD・ジーターD・ジャスティスB・ウィリアムスP・オニールC・ノブロック | 3                    | 遊                   | A・ロドリゲス        | 右                   | F・ガルシアD・ウィルソンJ・オルルドM・マクレモアD・ベルA・ロドリゲスR・ヘンダーソンM・キャメロンJ・ビューナーE・マルティネス |
| 4                        | 中                       | B・ウィリアムス          | 両                       | D・ネーグルJ・ポサダT・マルティ · ネスL・ソーホーS・ブロシアスD・ジーターD・ジャスティスB・ウィリアムスP・オニールC・ノブロック | 4                    | DH                   | E・マルティネス      | 右                   | F・ガルシアD・ウィルソンJ・オルルドM・マクレモアD・ベルA・ロドリゲスR・ヘンダーソンM・キャメロンJ・ビューナーE・マルティネス |
| 5                        | 一                       | T・マルティネス          | 左                       | D・ネーグルJ・ポサダT・マルティ · ネスL・ソーホーS・ブロシアスD・ジーターD・ジャスティスB・ウィリアムスP・オニールC・ノブロック | 5                    | 一                   | J・オルルド          | 左                   | F・ガルシアD・ウィルソンJ・オルルドM・マクレモアD・ベルA・ロドリゲスR・ヘンダーソンM・キャメロンJ・ビューナーE・マルティネス |
| 6                        | 捕                       | J・ポサダ                | 両                       | D・ネーグルJ・ポサダT・マルティ · ネスL・ソーホーS・ブロシアスD・ジーターD・ジャスティスB・ウィリアムスP・オニールC・ノブロック | 6                    | 右                   | J・ビューナー        | 右                   | F・ガルシアD・ウィルソンJ・オルルドM・マクレモアD・ベルA・ロドリゲスR・ヘンダーソンM・キャメロンJ・ビューナーE・マルティネス |
| 7                        | 右                       | P・オニール              | 左                       | D・ネーグルJ・ポサダT・マルティ · ネスL・ソーホーS・ブロシアスD・ジーターD・ジャスティスB・ウィリアムスP・オニールC・ノブロック | 7                    | 三                   | D・ベル              | 右                   | F・ガルシアD・ウィルソンJ・オルルドM・マクレモアD・ベルA・ロドリゲスR・ヘンダーソンM・キャメロンJ・ビューナーE・マルティネス |
| 8                        | 二                       | L・ソーホー              | 右                       | D・ネーグルJ・ポサダT・マルティ · ネスL・ソーホーS・ブロシアスD・ジーターD・ジャスティスB・ウィリアムスP・オニールC・ノブロック | 8                    | 捕                   | D・ウィルソン        | 右                   | F・ガルシアD・ウィルソンJ・オルルドM・マクレモアD・ベルA・ロドリゲスR・ヘンダーソンM・キャメロンJ・ビューナーE・マルティネス |
| 9                        | 三                       | S・ブロシアス            | 右                       | D・ネーグルJ・ポサダT・マルティ · ネスL・ソーホーS・ブロシアスD・ジーターD・ジャスティスB・ウィリアムスP・オニールC・ノブロック | 9                    | 二                   | M・マクレモア        | 両                   | F・ガルシアD・ウィルソンJ・オルルドM・マクレモアD・ベルA・ロドリゲスR・ヘンダーソンM・キャメロンJ・ビューナーE・マルティネス |
| 先発投手                 | 先発投手                 | 先発投手                 | 投球                     | D・ネーグルJ・ポサダT・マルティ · ネスL・ソーホーS・ブロシアスD・ジーターD・ジャスティスB・ウィリアムスP・オニールC・ノブロック | 先発投手             | 先発投手             | 先発投手             | 投球                 | F・ガルシアD・ウィルソンJ・オルルドM・マクレモアD・ベルA・ロドリゲスR・ヘンダーソンM・キャメロンJ・ビューナーE・マルティネス |
| D・ネーグル              | D・ネーグル              | D・ネーグル              | 左                       | D・ネーグルJ・ポサダT・マルティ · ネスL・ソーホーS・ブロシアスD・ジーターD・ジャスティスB・ウィリアムスP・オニールC・ノブロック | F・ガルシア          | F・ガルシア          | F・ガルシア          | 右                   | F・ガルシアD・ウィルソンJ・オルルドM・マクレモアD・ベルA・ロドリゲスR・ヘンダーソンM・キャメロンJ・ビューナーE・マルティネス |

### 第6戦 10月17日
- ヤンキー・スタジアム（ニューヨーク州ニューヨーク市ブロンクス区）

|                          | 1 | 2 | 3 | 4 | 5 | 6 | 7 | 8 | 9 | R | H  | E |
| ------------------------ | - | - | - | - | - | - | - | - | - | - | -- | - |
| シアトル・マリナーズ     | 2 | 0 | 0 | 2 | 0 | 0 | 0 | 3 | 0 | 7 | 10 | 0 |
| ニューヨーク・ヤンキース | 0 | 0 | 0 | 3 | 0 | 0 | 6 | 0 | X | 9 | 11 | 0 |

1. 勝利：オーランド・ヘルナンデス（2勝）
2. 敗戦：ホセ・パニアグア（1敗）
3. 本塁打
SEA：カルロス・ギーエン1号2ラン、アレックス・ロドリゲス2号ソロ
NYY：デビッド・ジャスティス2号3ラン
4. 審判
［球審］ジョン・ハーシュベック
［塁審］一塁: エンジェル・ヘルナンデス、二塁: フィールディン・カルブレス、三塁: マーク・ハーシュベック
［外審］左翼: ウォーリー・ベル、右翼: ジェリー・デービス
5. 試合開始時刻: 東部夏時間（UTC-4）午後8時14分  試合時間: 4時間3分  観客: 5万6598人  気温: 55°F（12.8°C）
詳細: Baseball-Reference.com

| シアトル・マリナーズ | シアトル・マリナーズ | シアトル・マリナーズ | シアトル・マリナーズ | シアトル・マリナーズ | ニューヨーク・ヤンキース | ニューヨーク・ヤンキース | ニューヨーク・ヤンキース | ニューヨーク・ヤンキース | ニューヨーク・ヤンキース |
| -------------------- | -------------------- | -------------------- | -------------------- | --- | ------------------------ | ------------------------ | ------------------------ | ------------------------ | --- |
| 打順                 | 守備                 | 選手                 | 打席                 | J・ハラマD・ウィルソンJ・オルルドM・マクレモアC・ギーエンA・ロドリゲスA・マーティンS・ハビアーR・イバニェスE・マルティネス | 打順                     | 守備                     | 選手                     | 打席                     | O・ヘルナンデスJ・ポサダT・マルティ · ネスL・ソーホーS・ブロシアスD・ジーターD・ジャスティスB・ウィリアムスP・オニールC・ノブロック |
| 1                    | 中                   | S・ハビアー          | 両                   | J・ハラマD・ウィルソンJ・オルルドM・マクレモアC・ギーエンA・ロドリゲスA・マーティンS・ハビアーR・イバニェスE・マルティネス | 1                        | DH                       | C・ノブロック            | 右                       | O・ヘルナンデスJ・ポサダT・マルティ · ネスL・ソーホーS・ブロシアスD・ジーターD・ジャスティスB・ウィリアムスP・オニールC・ノブロック |
| 2                    | 左                   | A・マーティン        | 左                   | J・ハラマD・ウィルソンJ・オルルドM・マクレモアC・ギーエンA・ロドリゲスA・マーティンS・ハビアーR・イバニェスE・マルティネス | 2                        | 遊                       | D・ジーター              | 右                       | O・ヘルナンデスJ・ポサダT・マルティ · ネスL・ソーホーS・ブロシアスD・ジーターD・ジャスティスB・ウィリアムスP・オニールC・ノブロック |
| 3                    | 遊                   | A・ロドリゲス        | 右                   | J・ハラマD・ウィルソンJ・オルルドM・マクレモアC・ギーエンA・ロドリゲスA・マーティンS・ハビアーR・イバニェスE・マルティネス | 3                        | 左                       | D・ジャスティス          | 左                       | O・ヘルナンデスJ・ポサダT・マルティ · ネスL・ソーホーS・ブロシアスD・ジーターD・ジャスティスB・ウィリアムスP・オニールC・ノブロック |
| 4                    | DH                   | E・マルティネス      | 右                   | J・ハラマD・ウィルソンJ・オルルドM・マクレモアC・ギーエンA・ロドリゲスA・マーティンS・ハビアーR・イバニェスE・マルティネス | 4                        | 中                       | B・ウィリアムス          | 両                       | O・ヘルナンデスJ・ポサダT・マルティ · ネスL・ソーホーS・ブロシアスD・ジーターD・ジャスティスB・ウィリアムスP・オニールC・ノブロック |
| 5                    | 一                   | J・オルルド          | 左                   | J・ハラマD・ウィルソンJ・オルルドM・マクレモアC・ギーエンA・ロドリゲスA・マーティンS・ハビアーR・イバニェスE・マルティネス | 5                        | 一                       | T・マルティネス          | 左                       | O・ヘルナンデスJ・ポサダT・マルティ · ネスL・ソーホーS・ブロシアスD・ジーターD・ジャスティスB・ウィリアムスP・オニールC・ノブロック |
| 6                    | 右                   | R・イバニェス        | 左                   | J・ハラマD・ウィルソンJ・オルルドM・マクレモアC・ギーエンA・ロドリゲスA・マーティンS・ハビアーR・イバニェスE・マルティネス | 6                        | 捕                       | J・ポサダ                | 両                       | O・ヘルナンデスJ・ポサダT・マルティ · ネスL・ソーホーS・ブロシアスD・ジーターD・ジャスティスB・ウィリアムスP・オニールC・ノブロック |
| 7                    | 三                   | C・ギーエン          | 両                   | J・ハラマD・ウィルソンJ・オルルドM・マクレモアC・ギーエンA・ロドリゲスA・マーティンS・ハビアーR・イバニェスE・マルティネス | 7                        | 右                       | P・オニール              | 左                       | O・ヘルナンデスJ・ポサダT・マルティ · ネスL・ソーホーS・ブロシアスD・ジーターD・ジャスティスB・ウィリアムスP・オニールC・ノブロック |
| 8                    | 二                   | M・マクレモア        | 両                   | J・ハラマD・ウィルソンJ・オルルドM・マクレモアC・ギーエンA・ロドリゲスA・マーティンS・ハビアーR・イバニェスE・マルティネス | 8                        | 二                       | L・ソーホー              | 右                       | O・ヘルナンデスJ・ポサダT・マルティ · ネスL・ソーホーS・ブロシアスD・ジーターD・ジャスティスB・ウィリアムスP・オニールC・ノブロック |
| 9                    | 捕                   | D・ウィルソン        | 右                   | J・ハラマD・ウィルソンJ・オルルドM・マクレモアC・ギーエンA・ロドリゲスA・マーティンS・ハビアーR・イバニェスE・マルティネス | 9                        | 三                       | S・ブロシアス            | 右                       | O・ヘルナンデスJ・ポサダT・マルティ · ネスL・ソーホーS・ブロシアスD・ジーターD・ジャスティスB・ウィリアムスP・オニールC・ノブロック |
| 先発投手             | 先発投手             | 先発投手             | 投球                 | J・ハラマD・ウィルソンJ・オルルドM・マクレモアC・ギーエンA・ロドリゲスA・マーティンS・ハビアーR・イバニェスE・マルティネス | 先発投手                 | 先発投手                 | 先発投手                 | 投球                     | O・ヘルナンデスJ・ポサダT・マルティ · ネスL・ソーホーS・ブロシアスD・ジーターD・ジャスティスB・ウィリアムスP・オニールC・ノブロック |
| J・ハラマ            | J・ハラマ            | J・ハラマ            | 左                   | J・ハラマD・ウィルソンJ・オルルドM・マクレモアC・ギーエンA・ロドリゲスA・マーティンS・ハビアーR・イバニェスE・マルティネス | O・ヘルナンデス          | O・ヘルナンデス          | O・ヘルナンデス          | 右                       | O・ヘルナンデスJ・ポサダT・マルティ · ネスL・ソーホーS・ブロシアスD・ジーターD・ジャスティスB・ウィリアムスP・オニールC・ノブロック |